# Wandżuk
Wandżuk, także Wanyjok lub Winejok – miasto w Sudanie Południowym, stolica stanu Aweil Wschodni. Siedziba dystryktu Wandżuk.